# Świnie (album)
Świnie – album zespołu Morawski Waglewski Nowicki Hołdys wydany w 1985 roku nakładem wytwórni Polton.

Nagrania źle wyglądały, ponieważ myśmy się już nie lubili podczas nagrywania. Formacja powstała w sposób ryzykowny, ponieważ Zbyszek Hołdys był człowiekiem, który zaczął wątpić w sens prowadzenia zespołu Perfect i chciał bardzo zrobić coś innego, coś awangardowego i coś bardziej wspólnego z zainteresowaniami młodych mieszczan, natomiast chyba nie do końca jednak uniósł ten projekt.
No i porażka projektu w dużej mierze polegała na tym, że to były 4 indywidualności... Tzw. supergrupy nigdy nie istnieją zbyt długo. No, ale z drugiej strony powstała płyta, która była zapisem częściowego repertuaru oczywiście, bo wielu rzeczy z powodów cenzuralnych nie można było zamieścić.
Ktoś się kiedyś zgłaszał, kto posiada taśmę z jakimiś nagraniami niepublikowanymi. Ale wtedy to był cykl produkcyjny zupełnie inny niż w tej chwili, czyli pracowaliśmy nad płytą rok, w związku z tym podczas pracy nad nią zespół przestał praktycznie istnieć.

## Lista utworów
Strona 1
1. "Nie ma Boga" (Morawski Waglewski Nowicki Hołdys, Morawski Waglewski Nowicki Hołdys) – 4:05
2. "Najmniejszy oddział świata" (Morawski Waglewski Nowicki Hołdys, Morawski Waglewski Nowicki Hołdys) – 4:20
3. "Czerwony deszcz" (Morawski Waglewski Nowicki Hołdys, Morawski Waglewski Nowicki Hołdys) – 5:30
4. "Jesteśmy najlepsi" (Morawski Waglewski Nowicki Hołdys, Morawski Waglewski Nowicki Hołdys) – 2:40
5. "Pastylka" (Morawski Waglewski Nowicki Hołdys, Morawski Waglewski Nowicki Hołdys) – 3:45

Strona 2
1. "Świnie" (Morawski Waglewski Nowicki Hołdys, Morawski Waglewski Nowicki Hołdys) – 3:50
2. "Jak tu pięknie" (Morawski Waglewski Nowicki Hołdys, Morawski Waglewski Nowicki Hołdys) – 4:45
3. "Ludzki pies" (Morawski Waglewski Nowicki Hołdys, Morawski Waglewski Nowicki Hołdys) – 4:30
4. "Schizo" (Morawski Waglewski Nowicki Hołdys, Morawski Waglewski Nowicki Hołdys) – 4:25

## Twórcy
- Zbigniew Hołdys – gitara, śpiew (2, 4, 6, 8, 9)
- Andrzej Nowicki – gitara basowa
- Wojciech Waglewski – gitara, śpiew (1, 3, 5, 7)
- Wojciech Morawski – perkusja

Personel
- Józef B. Nowakowski, Wojciech Przybylski, Jarosław Regulski – realizacja
- Antoni Zdebiak – projekt graficzny, foto